# Kota Way (Buay Pemaca)
Kota Way is een bestuurslaag in het regentschap Ogan Komering Ulu Selatan van de provincie Zuid-Sumatra, Indonesië. Kota Way telt 1549 inwoners (volkstelling 2010).